# Vitalien (général)
Pour les articles homonymes, voir Vitalien.
Vitalien (en latin Flavius Vitalianus ; en grec Φλάβιος Βιταλιανός), mort en 520, est un général de l'empire romain d'Orient. Natif de Zaldapa en Scythie mineure, dans le nord-est des Balkans, il est d'ascendance romaine et peut-être, gothique ou scythique par son père, qu'il suit dans l'armée impériale. Vitalien devient en 513 commandant supérieur en Thrace.
Chrétien et défenseur dévoué de l'orthodoxie chalcédonienne il se rebelle cette même année contre l'empereur Anastase Ier (règne entre 491 et 518), dont les politiques fiscales strictes et la promotion du monophysisme étaient particulièrement impopulaires. Ceci permet à Vitalien de gagner rapidement une grande partie de l'armée et du peuple de Thrace à sa cause. Après une série de victoires contre les armées d'Anastase, Vitalien vient menacer la capitale impériale Constantinople et force Anastase à désavouer le monophysisme à l'été 515. Peu après cependant, Anastase ne tenant pas les promesses faites lors de cet accord, Vitalien marche à nouveau sur Constantinople où il est arrêté par l'amiral d'Anastase, Marinus.
Vitalien fuit vers sa Mésie natale et y reste caché jusqu'à la mort d'Anastase en 518. Le nouvel empereur Justin Ier (règne entre 518 et 527) le réhabilite et l'envoie négocier avec le pape Hormisdas pour mettre un terme au schisme acacien (en) (voir Acace de Constantinople). Il est nommé consul pour l'année 520, mais est assassiné peu après, probablement sur les ordres du neveu et héritier présomptif de Justin, Justinien (règne de 527 à 565), qui voit en lui un rival potentiel pour le trône. Ses fils deviennent eux aussi des généraux de l'empire d'Orient.

## Contexte
L'épisode de la révolte de Vitalien s'inscrit dans le cadre de la querelle monophysite. Anastase avait suivi la politique de Zénon en se tenant aux positions défendues par l’Hénotique, acte législatif interdisant que les divergences concernant la nature du Christ soient évoquées, mais Anastase n'en soutient pas moins les monophysites, ce qui avait provoqué la résistance des chalcédoniens et le soulèvement de Vitalien. Dès juillet 518, Justin abrogera l'Hénotique, rétablira les relations avec Rome, ordonnera à tous les évêques de reconnaître les canons de Chalcédoine et exclura les monophysites de toutes les fonctions civiles et militaires.

## Biographie

### Origine et famille
Vitalien est né à Zaldapa en Scythie mineure, ville proche de l'actuel village d'Abrit (en) en Dobroudja du Sud, en Bulgarie. Il est qualifié de « goth »  ou de « scythe » par les sources byzantines. Vitalien étant le fils d'une sœur de Macédonius II, patriarche de Constantinople en 496-511, ces qualificatifs indiquent un mariage mixte et une probable origine « barbare » de son père, Patriciolus,. Cependant, l'assertion qu'il fut « goth » n'est basée que sur une seule source syriaque, aujourd'hui considérée comme douteuse. De même, l'étiquette « scythe » qui lui est régulièrement assignée par certains des auteurs contemporains n'est pas concluante : ce terme peut également désigner un habitant de Scythie mineure, ou simplement, dans le style littéraire classique byzantin, quelqu'un venant des franges nord-est du monde gréco-romain, centré sur la Méditerranée. Ce terme a donc un sens largement géographique, dépassant le simple cadre ethnique. De plus, étant donné qu'aucun des « moines scythes (en) », auxquels Vitalien et les membres de sa famille semblent avoir été liés, n'exprime un lien de parenté biologique ou spirituel avec les Goths ariens qui règnent en Italie, une origine gothique semble discutable. Quelle que soit l'origine de Patriciolus, son nom est latin, alors que les fils de Vitalien, les généraux Bouzès et Coutzès ont des noms thraces et Venilus un nom gothique. Son neveu, Jean, devient lui aussi un général réputé dans les guerres contre les Ostrogoths en Italie,.
D'après les descriptions des chroniqueurs, Vitalien était de petite stature et bégayait, mais sa bravoure et ses capacités militaires étaient largement reconnues,.

### Révolte contre Anastase

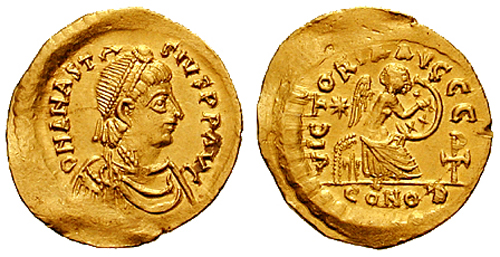
Semissis d'or de l'empereur Anastase Ier (491-518).

Vitalien est mentionné pour la première fois en 503, lorsqu'il accompagne son père dans la guerre d'Anastase contre les Perses. En 513, il est élevé au rang de comte (comes) en Thrace, peut-être comes fœderatorum, comte des fédérés, ces troupes d'origine barbares servant l'armée de l'Empire romain d'Orient.
C'est à ce poste qu'il se rebelle contre Anastase Ier, empereur de 491 à 518, tirant avantage du ressentiment répandu contre les politiques militaires, religieuses et sociales de l'empereur. En 511, Anastase change la forme de la prière du trisagion et adopte officiellement le dogme monophysite, irritant la population de l'Empire, majoritairement orthodoxe chalcédonienne, et aggravant le mécontentement provoqué par ses politiques fiscales strictes. De plus, Anastase refuse de fournir l'annone, impôt en nature consistant en des provisions, due aux troupes fédérées, permettant à Vitalien de gagner rapidement l'allégeance des troupes régulières basées dans les provinces de Thrace, Mésie II et Scythie mineure, alors sous les ordres de l'impopulaire neveu d'Anastase, le magister militum per Thracias Hypace. Les officiers d'Hypace rejoignent la rébellion ou sont exécutés. Simultanément, se présentant comme un champion de l'orthodoxie chalcédonienne, Vitalien remporte le soutien de la population locale, qui se masse pour rejoindre ses forces. D'après les chroniqueurs byzantins contemporains, il assemble rapidement une armée de 50 000 à 60 000 hommes, « soldats et paysans », et marche sur Constantinople, espérant peut-être que la population chalcédonienne de la ville se joindra à lui,,. En effet, il semble que la révolte de Vitalien soit principalement motivée par des raisons religieuses, comme le suggèrent ses multiples tentatives d'arriver à un accord avec Anastase. Pour contrer la propagande de Vitalien, Anastase ordonne l'érection de croix de bronze sur les murs de la ville portant sa propre version des événements. L'empereur réduit également les taxes dans les provinces de Bithynie et d'Asie pour éviter qu'elles ne rejoignent la rébellion.

Constantinople, la Propontide et les détroits.

Lorsque les troupes de Vitalien atteignent la capitale, elles établissent leur campement au faubourg de l'Hebdomon et bloquent les accès terrestres de la ville. Anastase opte pour la négociation et envoie l'ancien consul et magister militum praesentalis Patricius, ancien patron de Vitalien, comme ambassade,. Le général rebelle lui présente ses revendications : la restauration de l'orthodoxie chalcédonienne et le règlement des griefs de l'armée de Thrace. Patricius l'invite alors avec ses officiers dans la ville elle-même pour des négociations. Vitalien refuse pour lui même, mais il autorise ses officiers supérieurs à y aller le jour suivant,. Ces derniers sont bien traités par Anastase, qui leur offre des présents et promet que les doléances de leurs soldats seront couvertes. Il promet également de soumettre le différend religieux au patriarche de Rome en vue d'une résolution. À leur retour au camp rebelle, ces officiers pressent Vitalien d'accepter cet arrangement. Sans alternative et seulement huit jours après son arrivée devant la capitale impériale, Vitalien se retire avec ses hommes en Mésie inférieure,,.

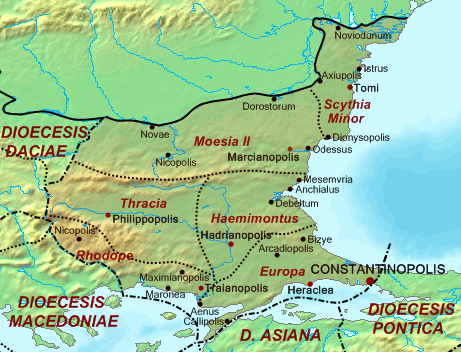
La Thrace, théâtre des opérations pendant la rébellion de Vitalien.
À cette période les habitants étaient romanisés au nord de l'Hæmos (Thraco-Romains, Besses de Mésie et de Scythie mineure) et hellénisés au sud (Odryses de l'Europe hellespontique, du Hémimont, du Rhodope et de Thrace philippopolitaine).

Anastase nomme alors magister militum per Thracias un officier appelé Cyrille, qui attaque les forces de Vitalien. Après plusieurs escarmouches non décisives, Vitalien parvient à soudoyer l'armée impériale et entre dans Odessus, sa base, durant la nuit. Il capture Cyrille dans sa résidence et l'exécute,. Anastase déclare alors Vitalien « ennemi public » et envoie une nouvelle armée d'apparemment 80 000 hommes sous le commandement d'Hypace et d'un Hun nommé Alathar en tant que nouvel magister militum de Thrace. Malgré une victoire initiale, l'armée impériale est repoussée vers Odessus à l'automne 513. À Acris, sur la côte de la mer Noire, les hommes de Vitalien attaquent la position fortifiée des troupes loyalistes à la faveur de l'obscurité et leur infligent une terrible défaite : une partie de l'armée impériale est précipitée à la mer du haut du promontoire, le reste est capturé et les deux commandants rançonnés,,.
Cette victoire renforce la position de Vitalien. Avec le butin, il récompense généreusement ses partisans, et avec la nouvelle de l'annihilation de l'armée impériale, le reste des villes et forts de Mésie inférieure et de Scythie mineure se rallient à lui. Peu après, il profite d'un nouveau coup de chance : à Sozopolis, ses hommes capturent l'ambassadeur envoyé par Anastase pour payer la rançon d'Hypace, dont l'argent de la rançon, 1 100 livres d'or. Hypace, que Vitalien détestait parce qu'il avait insulté sa femme, n'est relâché qu'un an plus tard,. En 514, Vitalien marche à nouveau sur Constantinople, rassemblant cette fois, en plus de son armée, une flotte de 200 vaisseaux des ports de la mer Noire, qui font voile vers le Bosphore, menaçant la ville aussi sur mer. Anastase est en plus inquiet des émeutes dans la ville qui provoquent de nombreuses victimes, et se résout à traiter une nouvelle fois avec Vitalien,. Vitalien accepte, aux conditions de sa nomination au poste de magister militum per Thracias et la réception d'une rançon en argent et en cadeaux d'une valeur totale de 5 000 livres d'or pour la libération d'Hypace. Anastase accepte également le retrait des changements apportés au trisagion, la restauration des évêques chalcédoniens déposés et la convocation d'un concile général de l'Église à Constantinople le 1er juillet 515,,,.
Ce concile ne fut cependant jamais convoqué, compte tenu de la forte opposition entre le pape Hormisdas et Anastase au sujet du schisme acacien, et les évêques déposés ne récupérèrent pas leur siège épiscopal. Voyant qu'Anastase n'honore pas ses promesses, Vitalien mobilise son armée et marche à nouveau sur Constantinople à la fin de l'année 515. Son armée capture le faubourg de Sycæ sur la rive nord de la Corne d'Or (aujourd'hui Galata) et y établit son camp. Les deux magistri militum præsentalis, Patricius et Jean, peu disposés à affronter leur vieil ami Vitalien, obligent Anastase à confier le commandement de ses troupes à l'ancien préfet du prétoire d'Orient, l'amiral Marinus, un assistant influent en qui il a toute confiance. Marinus défait la flotte de Vitalien lors d'une bataille navale à l'entrée de la Corne d'Or. D'après le récit de Jean Malalas, il y met le feu au moyen d'une substance chimique sulfurée inventée par le philosophe Proclus d'Athènes, similaire au feu grégeois. Marinus débarque alors avec ses hommes sur la rive de Sycæ et bat les rebelles qu'il y trouve. Découragé par les pertes subies, Vitalien et son armée fuient vers le nord à la faveur de la nuit,. Pour célébrer sa victoire, Anastase conduit une procession jusqu'au village de Sosthenion, où Vitalien avait établi son quartier général, et assiste à une liturgie de gratitude dans une église locale dédiée à l'archange Michel.

### Fin de vie
Une fois de retour en Scythie mineure, Vitalien se cache alors que la plupart de ses anciens aides sont capturés et exécutés. Rien n'est connu de lui pendant les trois années suivantes, bien que la courte remarque d'un chroniqueur semble indiquer qu'il réapparaît et conduit une nouvelle rébellion armée lors des derniers mois du règne d'Anastase. Quand Anastase meurt en juillet 518, Justin Ier, le comes excubitorum (commandant des gardes du corps impériaux) lui succède. Le nouvel empereur cherche à renforcer rapidement son pouvoir en renvoyant de nombreux rivaux et ennemis potentiels. Au même moment, il invite Vitalien à le rejoindre à Constantinople.
À son arrivée, Vitalien est nommé magister militum in præsenti, nommé consul honoraire et peu après est élevé au rang de patrice. En tant que champion de l'orthodoxie chalcédonienne, Vitalien s'implique dans la réaffirmation des doctrines orthodoxes par le nouveau régime et la réconciliation avec Rome. Il joue un rôle actif dans les négociations avec le Pape, et en 519, il est l'un des hommes importants qui escortent la délégation papale dans la capitale,,. Vitalien se venge également du patriarche monophysite d'Antioche, Sévère, auteur d'un panégyrique célébrant la défaite de Vitalien Sur Vitalien le tyran et sur la victoire d'Anastase le roi aimant le Christ : il ordonne que la langue de Sévère soit coupée. Ce dernier s'enfuit en Égypte avec Julien, évêque d'Halicarnasse.
En 520, Vitalien est nommé consul ordinaire pour l'année, partageant le poste avec Rusticius. L'ancien rebelle est cependant perçu comme un défi potentiel par le neveu et héritier présomptif de Justin, le futur empereur Justinien (règne de 527 à 565). En juillet de la même année, Vitalien est assassiné au sein du Grand Palais avec son secrétaire Paulus et son domesticus (aide) Celerianus. Pour Jean de Nikiou, Vitalien est tué pour avoir conspiré contre Justin, mais la plupart des chroniqueurs imputent la responsabilité du crime au désir de Justinien d'éliminer un rival potentiel pour la succession de son oncle,,.